# Ptychandra mindorana
Ptychandra mindorana är en fjärilsart som beskrevs av Semper 1886. Ptychandra mindorana ingår i släktet Ptychandra och familjen praktfjärilar. Inga underarter finns listade.

## Bildgalleri

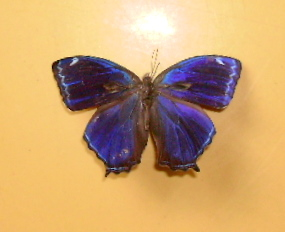